# Campionati del mondo di ciclismo su strada 1955
I Campionati del mondo di ciclismo su strada 1955 si disputarono a Frascati, in Italia, il 27 e 28 agosto 1955.
Furono assegnati due titoli:
- Prova in linea maschile Dilettanti, gara di 188 km
- Prova in linea maschile Professionisti, gara di 293,132 km

## Storia
Sul circuito di Frascati protagonista fu il caldo, che decimò il gruppo facendo desistere tutti i migliori. Il belga Stan Ockers, staccato ormai di cinque minuti dal gruppetto di battistrada, iniziò un inseguimento che lo portò a raggiungere i primi al tredicesimo giro per poi staccarli sulla salita di Grottaferrata arrivando solo al traguardo. Su sessantacinque corridori partiti, ventuno conclusero la prova.
Podio tutto italiano nella prova dilettanti con Sante Ranucci, Lino Grassi e Dino Bruni.

## Medagliere
| Pos.   | Nazione     | Oro | Argento | Bronzo | Totale |
| ------ | ----------- | --- | ------- | ------ | ------ |
| 1      | Italia      | 1   | 1       | 1      | 3      |
| 2      | Belgio      | 1   | 0       | 1      | 2      |
| 3      | Lussemburgo | 0   | 1       | 0      | 1      |
| Totale | Totale      | 2   | 2       | 2      | 6      |

## Sommario degli eventi
| Eventi                 | Oro                  | Tempo                      | Argento                         | Tempo   | Bronzo                  | Tempo   |
| Uomini Professionisti  |                      |                            |                                 |         |                         |         |
| Gara in linea dettagli | Stan Ockers Belgio   | 8h43'33" Media 33,598 km/h | Jean-Pierre Schmitz Lussemburgo | a 1'03" | Germain Derijcke Belgio | a 1'15" |
| Uomini Dilettanti      |                      |                            |                                 |         |                         |         |
| Gara in linea dettagli | Sante Ranucci Italia | 5h36'09"                   | Lino Grassi Italia              | + 0:00  | Dino Bruni Italia       | a 1'42" |